# 菊池幸利
菊池幸利（1992年12月5日—）是日本男聲優，隸屬於VIMS。

## 配音作品

### 電視動畫
2013年
- 銀之匙 Silver Spoon (円山登)

2014年
- 飆速宅男 （井原友矢）

2015年
- 受讚頌者 虛偽的假面 (勞勞老師,沃西斯)
- 排球少年！！ (小見春樹)

2016年
- 一課一練 (小說) (法隆寺右京)
- 只有我不存在的城市 (和[1])

2020年
- 怪怪守護神（八津川安樹[2]、盾合）
- Healin' Good ♥ 光之美少女（阿和）

2022年
- 受讚頌者 二人的白皇（沃西斯[3]）

## 外部連結
- VIMS官方簡歷 （页面存档备份，存于）